# Benjamin Smith (homme politique)
Pour les articles homonymes, voir Benjamin Smith et Smith.
Benjamin Smith (29 janvier 1879 – 5 mai 1964), dit Ben Smith, est un homme politique britannique du Parti travailliste du Royaume-Uni. 

## Biographie
Chauffeur d'un des premiers taxis de Londres, élu à la Chambre des communes par le district résidentiel londonien de Rotherhithe, il est membre du député de 1923 à 1931 et de 1935 à 1946. Il est ministre de l'Alimentation (en) dans le gouvernement travailliste issu des élections générales britanniques de 1945, du 3 août 1945 jusqu'au 26 mai 1946, démissionnant pour devenir président de la commission du charbon des Midlands de l'Ouest.